# Andrei Mahu
Pour les articles homonymes, voir Mahu (homonymie).
Pas d'image ? Cliquez ici

a Compétitions nationales et continentales officielles uniquement.

b Matchs officiels uniquement.
Dernière mise à jour le 09 février 2023.
Andrei Mahu, né le 3 septembre 1991, est un joueur roumano-moldave de rugby à XV qui évolue au poste de deuxième ligne. Il joue au sein de l'effectif de l'USA Perpignan en Top 14.

## Biographie

### Carrière professionnelle
Andrei Mahu est formé au rugby au club du RC Sporting ASEM, à Chisinau. Il part par la suite en Roumanie, signant au RCJ Farul Constanța, avant de rejoindre les SCM Rugby Timișoara. Après la fin de la saison roumaine, et après avoir remporté la Coupe de Roumanie, il part en Italie, signant au sein de la franchise des Zebre pour la fin de la saison 2014-2015. Il rejoint ensuite les Rugby Lyons Piacenza, qui évolue en championnat d'Italie. 
Mais ne possédant pas un passeport européen, il est contraint de quitter l'Italie. Il signe début 2016 avec le CS Politehnica Iași, avec qui il disputera la coupe de Roumanie. Il obtient par la même occasion la nationalité roumaine. Après quelques mois en Roumanie, il part en Russie et rejoint le RC Kuban Krasnodar. Sous contrat jusque fin 2016, il est prêté au Krasny Yar pour la fin d'année civile, afin de prendre part au Continental Shield. À la suite de son prêt, il est définitivement intégré au sein de la formation de Krasnoïarsk. Il aura ainsi l'occasion de disputer la Challenge Cup 2017-2018 avec les russes. Il y restera jusqu'en 2020, date à laquelle il est recruté par les London Irish, qui évoluent en Premiership. Il est titularisé dès le début de saison par son club, lors d'un déplacement à Worcester. Il joue cinq rencontres lors de la saison, mais son contrat n'est pas renouvelé, et il quitte le club en juin 2021.
En juillet 2021, il signe un contrat d'une saison avec à l'USA Perpignan, qui vient de retrouver le Top 14. S'imposant comme un joueur majeur de l'effectif, il est prolongé d'une saison par l'USAP.
En 2023, il change de sélection nationale. Il décide ainsi de désormais représenter la Roumanie, et est titularisé lors de sa première sélection face à la Pologne, mais il déclare finalement forfait pour cette rencontre.

## Palmarès
- Coupe de Roumanie de rugby à XV 2014

## Statistiques

### En sélection
| Année | Compétition              | Matchs | Points | Essais | Transf. | Drops | Pénal. |
| ----- | ------------------------ | ------ | ------ | ------ | ------- | ----- | ------ |
| 2011  | ENC 1B 2010-2012         | 2      | -      | -      | -       | -     | -      |
| 2012  | ENC 1B 2010-2012         | 2      | -      | -      | -       | -     | -      |
| 2012  | ENC 1B 2012-2014         | 2      | -      | -      | -       | -     | -      |
| 2013  | ENC 1B 2012-2014         | 3      | -      | -      | -       | -     | -      |
| 2014  | ENC 1B 2012-2014         | 2      | -      | -      | -       | -     | -      |
| 2014  | ENC 1B 2014-2016         | 3      | -      | -      | -       | -     | -      |
| 2015  | ENC 1B 2014-2016         | 2      | -      | -      | -       | -     | -      |
| 2016  | ENC 1B 2014-2016         | 3      | 5      | 1      | -       | -     | -      |
| 2016  | RET 2016-2017            | 3      | -      | -      | -       | -     | -      |
| 2017  | RET 2016-2017            | 2      | -      | -      | -       | -     | -      |
| 2019  | RE Conf 2 Nord 2019-2020 | 1      | 5      | 1      | -       | -     | -      |
| Total | Total                    | 25     | 10     | 2      | -       | -     | -      |

| Essai | Adversaire | Lieu                    | Compétition              | Date             | Résultat | Score |
| ----- | ---------- | ----------------------- | ------------------------ | ---------------- | -------- | ----- |
| 1     | Ukraine    | Spartak Stadium, Odessa | ENC 1B 2014-2016         | 15 mai 2016      | Défaite  | 36-17 |
| 1     | Autriche   | Criuleni                | RE Conf 2 Nord 2019-2020 | 16 novembre 2019 | Victoire | 49-12 |